# Beyond the Infinite
 (février 2018).
Si vous disposez d'ouvrages ou d'articles de référence ou si vous connaissez des sites web de qualité traitant du thème abordé ici, merci de compléter l'article en donnant les références utiles à sa vérifiabilité et en les liant à la section « Notes et références ».
Albums de Soilwork
The Living Infinite
(2013) The Ride Majestic
(2015)
Beyond the Infinite est le second EP du groupe suédois de death metal mélodique Soilwork, sorti sous le label Victor Entertainment le 24 septembre 2014 en Asie. Aucune sortie hors de l'Asie n'est prévue. 
Il s'agit de cinq morceaux issus de l'écriture de The Living Infinite, mais pas encore sortis jusque-là. L'EP a été produit aux studios Fascination Street par Johan Örnborg.

## Liste des titres
1. My Nerves, Your Everyday Tool
2. These Absent Eyes
3. Resisting The Current
4. When Sound Collides
5. Forever Lost In Vain